# Zjazd w Lubeczu
Zjazd w Lubeczu − zjazd sześciu książąt ruskich, który odbył się w 1097 w Lubeczu.

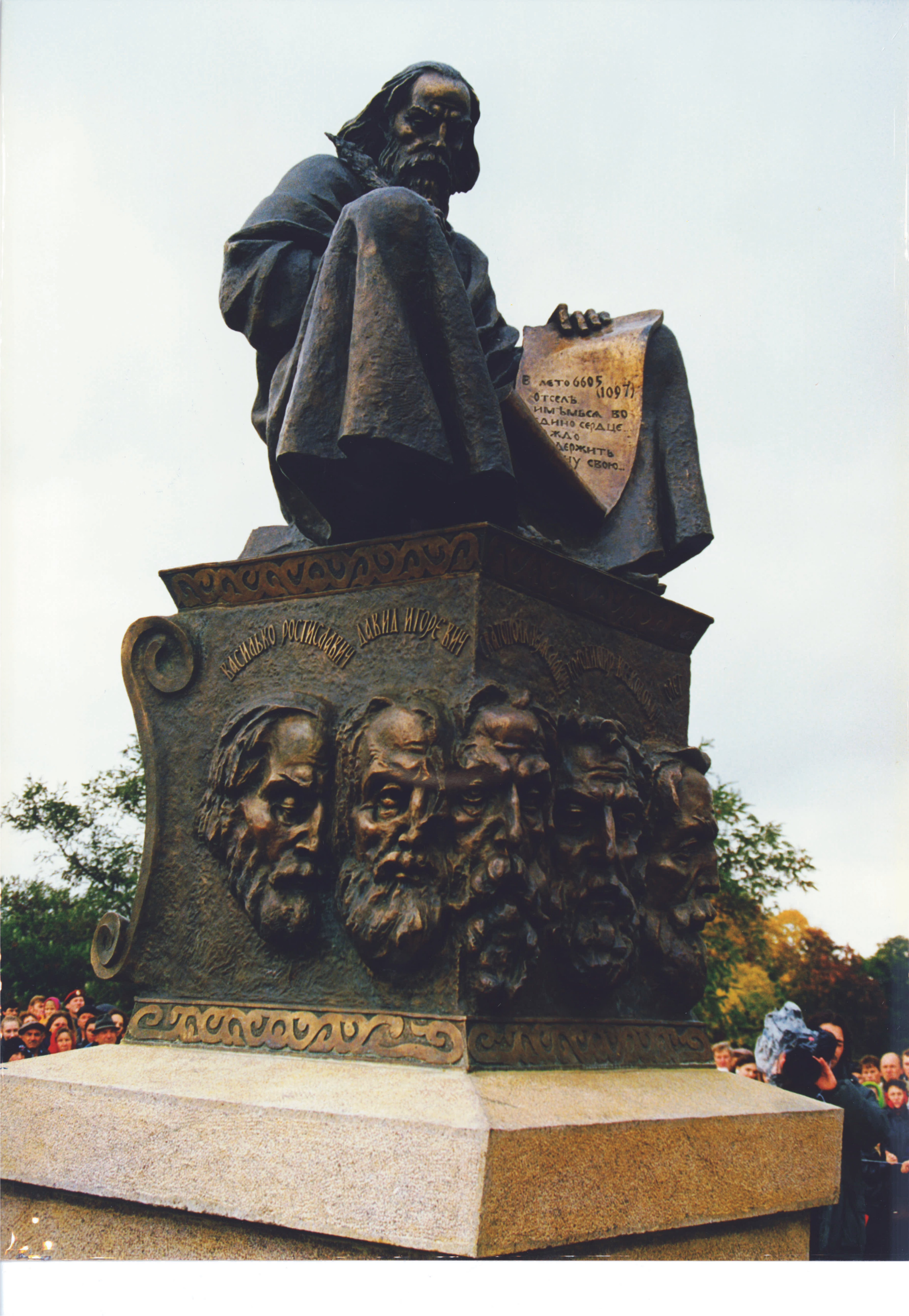
Pomnik w 900-setną rocznicę zjazdu. Autor Giennadij Jerszow (1997)

Uczestnikami zjazdu byli wielki książę kijowski Światopełk Izjasławowicz, książę perejasławski Włodzimierz II Monomach, książę smoleński Dawid Światosławicz, książę czernihowski Oleg Światosławicz, książę włodzimiersko-wołyński Dawid Igorewicz i książę trembowelski Wasylko Rościsławicz. 
Na zjeździe książęta podjęli próbę zjednoczenia pogrążonej w rozbiciu Rusi. Głównymi postanowieniami zjazdu było zerwanie z zasadą senioratu, który prowadził do walk wewnętrznych, wyznaczenie każdemu z sześciu braci dzielnicy, w której miał sprawować władzę, i zobowiązanie stron do wspólnej walki w razie ataku zewnętrznego. Ustalono też, że każda linia książęca (Iziasławicze, Światosławicze i Wsiewołodowicze) będzie w swojej dzielnicy sprawować dziedziczną władzę. 
Omawiano także sprawę obrony przed najazdami Kumanów.
Ważnym punktem porozumienia było także pozbycie się najbardziej energicznych z braci, którzy stanowiliby istotne zagrożenie dla zjednoczonego państwa. Takim zagrożeniem stał się Wasylko Rościsławicz, który po obradach w Lubeczu został uroczyście zaproszony do Kijowa, po czym oślepiony i wtrącony do lochu. Zbrodnia ta oburzyła część książąt i spowodowała wznowienie walk, jednak próby zagarnięcia władzy w państwie skończyły się wraz z zjazdem w Wyteczewie (1110).

## Iziasławicze
Do nich należało Księstwo Turowskie, podzielone potem na część turowską i pińską, a później na mniejsze włości z ośrodkami w Stepaniu, Czetwertni, Grodnie, Dubrowicy i Nieświeżu. Większość tego rodu wygasła, z wyjątkiem Czetwertyńskich.

## Światosławicze
Należało do nich księstwo czernihowskie. Od tej gałęzi pochodzi wiele znanych rosyjskich rodzin: Wołkońscy, Oboleńscy, Trubeccy, Karaczewscy, Odojewscy, Boriatyńscy.

## Wsiewołodowicze
Potomkowie tej linii zapoczątkowali dwa odgałęzienia Monomachowiczów Jurijowiczów i Monomachowiczów Mścisławowiczów. Pierwsi po śmierci Jurija Dołgorukiego przekształcili się w dynastycznych władców Księstwa Włodzimiersko-Suzdalskiego. Ich ostatnim reprezentantem na tronie moskiewskim był syn Iwana Groźnego, car Fiodor I. Druga linia, pochodząca od Mścisława Wielkiego, rozdzieliła się na 3 linie: wołyńską, smoleńską i jarosławską. Z tej linii pochodzą rody Ostrogskich i Zasławskich.